# For the People (série de televisão)
For the People é uma série de televisão americana de drama legal exibida pela canal ABC que estreiou no dia 13 de março de 2018.
Em 11 de maio de 2018, a série foi renovada para segunda temporada.

## Enredo
Situada no Tribunal Federal do Distrito Sul de Nova York (SDNY), conhecida como "A Corte da Mãe", a For the People segue novos advogados que trabalham para a defesa e a promotoria ao lidarem com os casos mais importantes e de alto risco do país e como suas vidas pessoais se cruzam.

## Elenco
- Ben Shenkman
- Susannah Flood
- Regé-Jean Page
- Ben Rappaport
- Hope Davis
- Britt Robertson
- Jasmin Savoy Brown
- Wesam Keesh
- Vondie Curtis-Hall
- Anna Deavere Smith
- Charles Michael Davis

## Produção
No piloto, Britne Oldford foi escalada como Sandra Black (Bell) e Lyndon Smith foi escalado como Allison Anderson. No entanto, ambos os papéis foram reformulados com outras atrizes. Depois de refazer o piloto com as atrizes substituindo Oldford e Smith, Britt Robertson e Jasmin Savoy Brown respectivamente, e já tendo gravado o segundo episódio, a produção do programa foi temporariamente encerrada em meados de setembro de 2017 para reescrever os scripts existentes para o resto da temporada para ajustar o show à nova dinâmica de Robertson e Brown.

## Episódios
| N.º na série | N.º na temp. | Título original (Título no Brasil) | Dirigido por             | Escrito por                  | Exibição original   | Audiência (milhões) |
| ------------ | ------------ | ---------------------------------- | ------------------------ | ---------------------------- | ------------------- | ------------------- |
| 1            | 1            | "Pilot"                            | Tom Verica               | Paul William Davies          | 13 de março de 2018 | 3.22                |
| 2            | 2            | "Rahowa"                           | Mark Tinker              | Donald Todd                  | 20 de março de 2018 | 2.69                |
| 3            | 3            | "18 Miles Outside of Roanoke"      | Tom Verica               | Eli Attie                    | 27 de março de 2018 | 3.58                |
| 4            | 4            | "The Library Fountain"             | Nzingha Stewart          | Elizabeth Craft & Sarah Fain | 3 de abril de 2018  | 2.76                |
| 5            | 5            | "World's Greatest Judge"           | Andrew Bernstein         | Zahir McGhee                 | 10 de abril de 2018 | 2.67                |
| 6            | 6            | "Everybody's a Superhero"          | P. J. Pesce              | Michelle Lirtzman            | 17 de abril de 2018 | 2.04                |
| 7            | 7            | "Have You Met Leonard Knox?"       | Daisy von Scherler Mayer | Paul William Davies          | 1 de maio de 2018   | 2.18                |
| 8            | 8            | "Flippity-Flop"                    | Nicole Rubio             | Karine Rosenthal             | 8 de maio de 2018   | 2.05                |
| 9            | 9            | "Extraordinary Circumstances"      | Steph Green              | Celia Finkelstein            | 15 de maio de 2018  | 1.95                |
| 10           | 10           | "This is What I Wanted to Say"     | Tom Verica               | Paul William Davies          | 22 de maio de 2018  | 2.37                |